# Ерингерська порода
Ерингерська порода (також еринзька порода, еранська порода, фр. Hérens, нім. Eringer) — порода великої рогатої худоби м'ясо-молочного напряму продуктивності, виведена у Швейцарії на території кантону Вале в умовах високогірних пасовищ. Назва породи пов'язана з альпійською долиною Валь-д'Ерен (Ерингталь) у кантоні Вале.
Порода поширена у Швейцарії, Франції, Італії. У Швейцарії корови цієї породи, окрім іншого, використовуються для традиційних боїв корів, що проводяться навесні.

## Історія
У Франції ця порода відома з 18 століття під назвою «шамоньярд» (фр. Chamoniarde, від назви альпійської долини Шамоні). В Італії в той час вона мала назву «вальдотен» (фр. Valdotaine, від назви долини Валле-д'Аоста). Сучасну назву порода отримала у 1861 році. Здавна корови ерингерської породи з різних сіл використовувалися у коров'ячих боях, що їх влаштовували на пасовищах на початку весни. У 1892 році було створено перші об'єднання заводчиків ерингерської худоби. Вони створювалися переважно в Швейцарії, але декілька було створено також у Франції і Італії. У 2-й половині 20 століття поголів'я породи скоротилося через занепад у сільському господарстві високогірних районів. У середині 1950-х років у Швейцарії худоба ерингерської породи становила 2 % всього поголів'я. З 1960-х років у Швейцарії, Франції та Італії прийнято свої окремі програми розведення й селекції цієї худоби.

## Опис

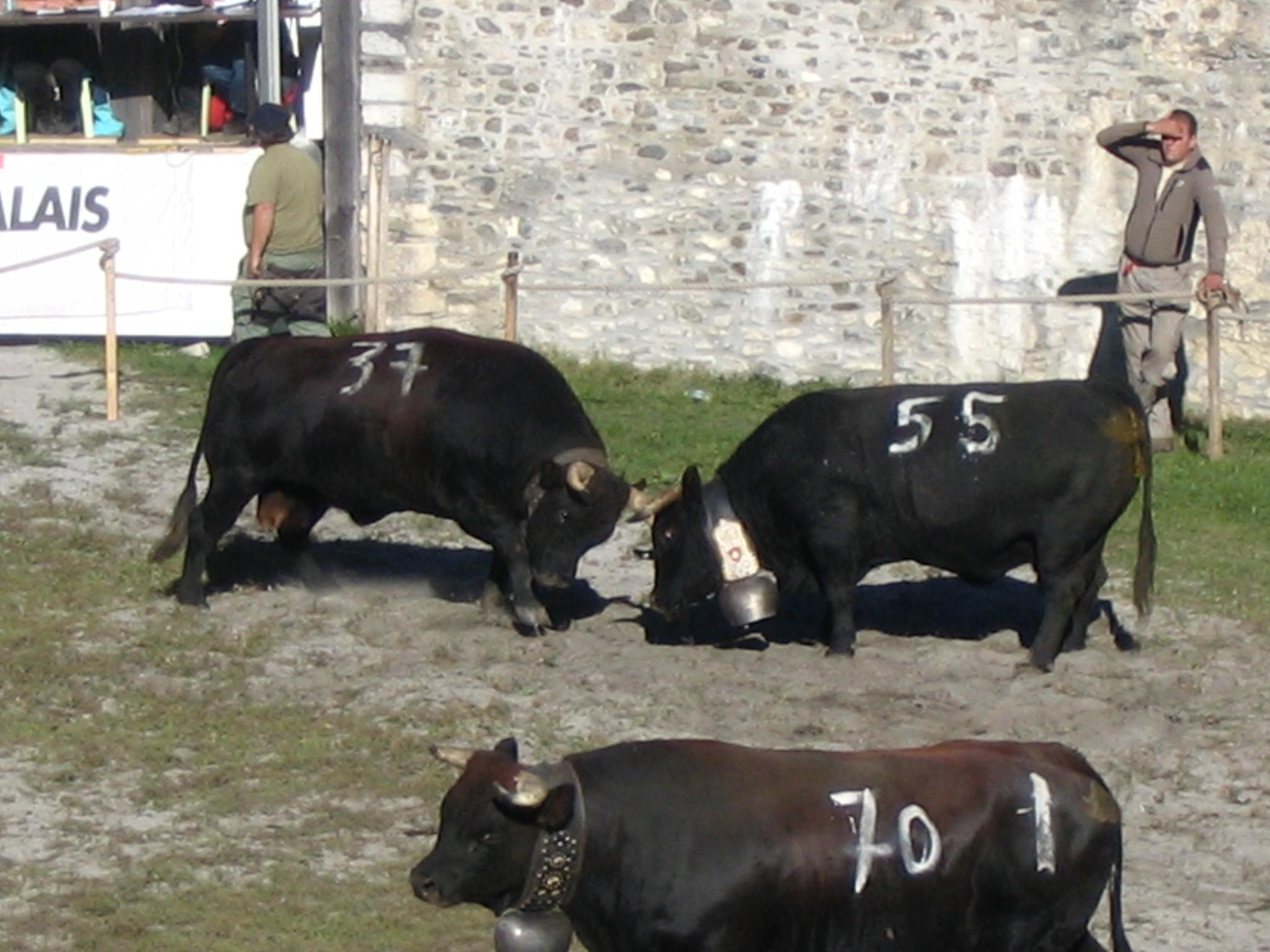
Бій корів.

Масть тварин чорна, бура або червона. Забарвлення тулубу переважно суцільне, інколи бувають білі плями, наприклад, у вигляді зірочки на лобі чи стрічки на спині. Худоба невеликих розмірів, середній зріст корів становить 120 см. Жива маса бугаїв 600—800 кг, корів — 500 кг. Середньорічний надій становить близько 3200 кг молока жирністю 3,82 %.

## Поширення
Худобу ерингерської породи розводять переважно на південному заході Швейцарії, на сході Франції і на північному заході Італії, тобто в місцевостях, де збігаються кордони цих країн. Загалом налічується близько 15 000 голів худоби ерингерської породи: 7000 голів у Швейцарії, 300-400 у Франції і 7500 в Італії.
У Франції ця порода поширена на сході регіону Овернь-Рона-Альпи, особливо у департаменті Верхня Савоя. У 2014 році у Франції налічувалося близько 400 корів і 15 бугаїв цієї породи, що утримувалися у 49 стадах (господарствах).

## Виноски
1. 1 2 3 4 5 6  Hérens. // Valerie Porter, Lawrence Alderson, Stephen J.G. Hall, D. Phillip Sponenberg (2016). Mason's World Encyclopedia of Livestock Breeds and Breeding [Архівовано 21 грудня 2016 у Wayback Machine.] (sixth edition). Wallingford: CABI. — P. 199. ISBN 9781780647944. (англ.)
2. 1 2 3 4 5  Race bovin Hérens. Сайт "Races de France" http://www.racesdefrance.fr. Races de France. Архів оригіналу за 18 січня 2017. Процитовано січень 2017. {{cite web}}: Зовнішнє посилання в |work= (довідка) (фр.)
3. 1 2  Herens. Breeds of Livestock - Oklahoma State University. Oklahoma State University Board of Regents. 22 липня 1997. Архів оригіналу за 24 грудня 2016. Процитовано січень 2017. (англ.)
4. ↑   H. U. Winzenried. Stand, Tendenzen und Ziele der schweizerischen Tierzucht und Tierhaltung. Schweiz. Arch. Tierhk. (1955), 97, n° 6, 259-82, tabl.(нім.)